# Sagras
Sagras (en llatí Sagras, en grec antic Σάγρας) era un riu del Brútium que desaiguava al golf de Locres (Locrensis sinus) sota Caulònia.
A la seva riba un exèrcit de la ciutat de Crotona format per 130.000 homes va ser totalment derrotat per una força dels locris formada per 10.000 guerrers, un nombre molt inferior, que agrupava homes de Rhegion i Locres Epizefiris en una data desconeguda, probablement al segle vi aC, entre l'any 540 aC i el 480 aC.
La tradició diu que els Dioscurs van ajudar als locris, i en temps d'Estrabó encara hi havia a la vora del riu diversos altars dedicats a aquests herois que commemoraven la victòria. El mateix Estrabó, i Ciceró, diuen que en el mateix moment que es va produir la victòria, se'n va tenir coneixement a Olímpia, on hi havia un gran reunió de grecs.